# Poèmes saturniens
Poèmes saturniens est le premier recueil poétique de Paul Verlaine. Il a été publié à compte d'auteur en 1866 chez l'éditeur Alphonse Lemerre.

## Contexte: Verlaine et les «Parnassiens» en 1866

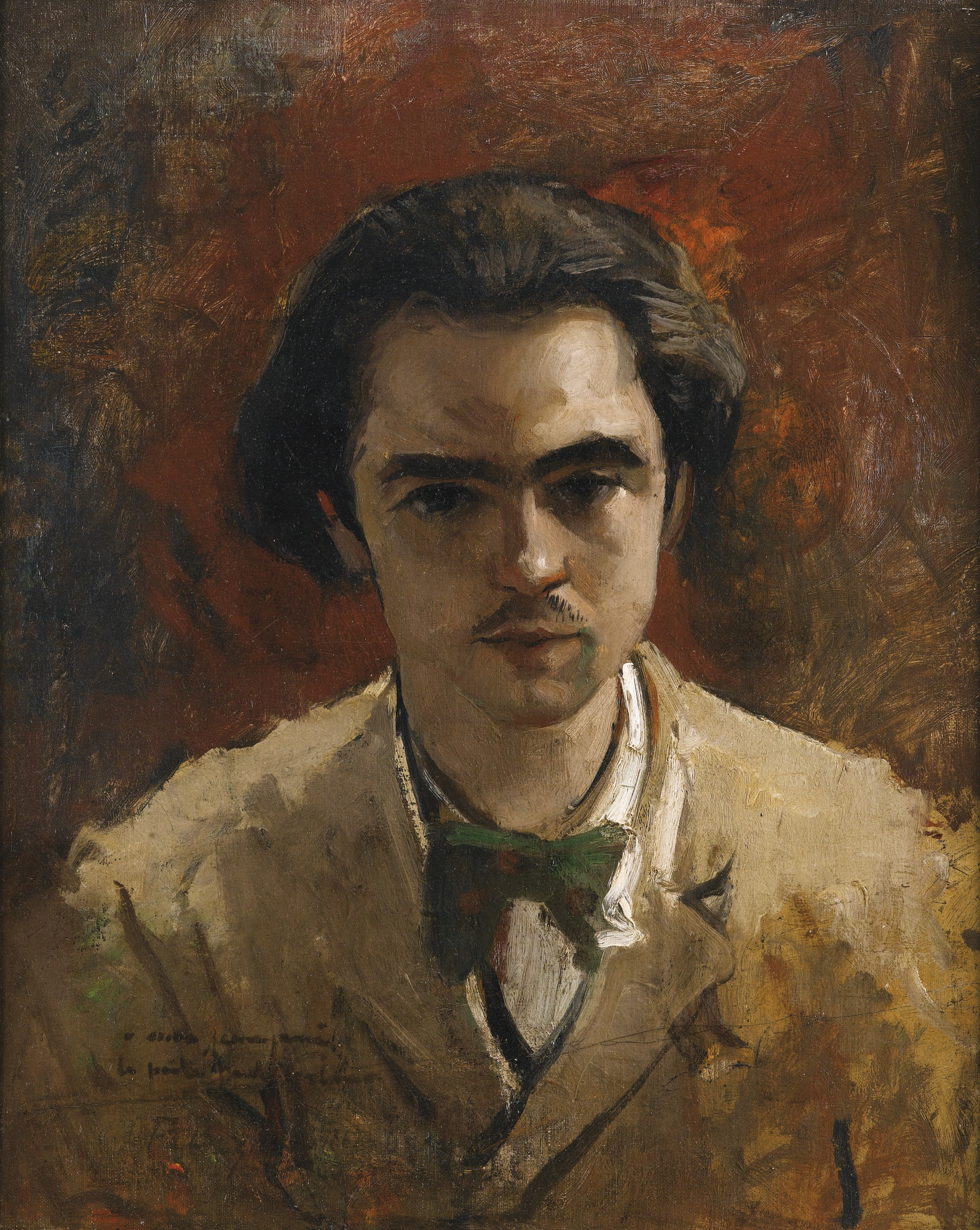
Paul Verlaine jeune homme, huile sur toile de Frédéric Bazille signée F. Bazille et datée 1867, toile anciennement attribuée à Gustave Courbet.

Verlaine est à cette époque lié avec le groupe constitué autour du jeune poète Louis-Xavier de Ricard, rencontré en 1863, alors qu'il animait une revue littéraire, philosophique et politique : la Revue du Progrès moral, littéraire, scientifique et artistique, dans laquelle Verlaine publie son premier poème en août 1863 : Monsieur Prudhomme, peu avant que la revue ne soit interdite par la censure impériale, et son directeur condamné à huit mois de prison (en mars 1864) pour avoir outragé la morale religieuse et avoir traité, sans autorisation, d'économie politique et sociale,.
À sa sortie de la prison de Sainte-Pélagie, Ricard ouvre un nouveau salon, politique et littéraire, dans les appartements de sa mère, que fréquentent, outre Verlaine et son ami (et futur biographe) Edmond Lepelletier, Catulle Mendès, José-Maria de Heredia, François Coppée, Villiers de l'Isle-Adam, ou encore Anatole France-Thibault. Les frères Goncourt donneront dans leur Journal une description peu amène de ce cénacle :
« Dans une maison des Batignolles, chez un M. de Ricard, s'est abattue toute la bande de l'art, la queue de Baudelaire et de Banville, des gens troubles, mêlés de cabotinage et d'opium, presque inquiétante, d'aspect blafard. »
Un ami de Verlaine, le violoniste et poète amateur Ernest Boutier, met en contact ce dernier avec un petit libraire spécialisé dans les ouvrages pieux, Alphonse Lemerre, qui accepte d'éditer, mais à compte d'auteur, les œuvres des jeunes poètes : cette collection consacrée à la poésie contemporaine est inaugurée par la parution en 1865 du premier recueil de Ricard, Ciel, Rue et Foyer.
Dans l'entresol de la librairie de Lemerre, se réunit alors le groupe constitué autour de Ricard, qui lance la même année une éphémère nouvelle revue hebdomadaire, exclusivement littéraire celle-là : L'Art. On y défend des théories artistiques diamétralement opposées à celles prônées par la Revue de Progrès : le culte de la perfection formelle est célébré, en même temps que la théorie de « l'art pour l'art », héritée de la préface de Mademoiselle de Maupin de Théophile Gautier, dont le roman avait été vivement critiqué dans l'avant-dernier numéro de la Revue du Progrès. Paul Verlaine publie deux poèmes dans cette revue, et surtout une importante étude sur Charles Baudelaire, envisagé notamment comme le maître de la transfiguration poétique des lieux communs, ainsi que comme étant le poète qui accorde le primat à la sensation plutôt qu'à la part intellectuelle ou à la part affective de l'être, « ce qui sera le fondement même de l'art verlainien. »
Après la disparition de L'Art, sous l'impulsion de Catulle Mendès, est lancée, en mars 1866, une nouvelle revue : Le Parnasse contemporain. Les poètes qui publient dans la revue partagent pour l'essentiel un même refus de la poésie sentimentale de la période romantique (de ce que Baudelaire appelait les « jérémiades lamartiniennes »), mais voir dans le groupe qui se réunit dans l'entresol de la librairie Lemerre une nouvelle école poétique, une école « parnassienne », relève largement de l'illusion rétrospective : « Catulle Mendès et Louis-Xavier de Ricard dénonceront l'idée fausse qu'une école ait jamais réuni cette constellation mouvante de jeunes poètes imprimés dans Le Parnasse contemporain [...] autour de principes partagés ou d'une visée esthétique commune et définie », écrit Martine Bercot dans l'introduction à son édition des Poèmes saturniens. Ainsi, en 1898, Louis-Xavier de Ricard peut écrire dans ses Petits Mémoires d'un Parnassien :
«  Nous voulions dire seulement que la passion n'est pas une excuse à faire de mauvais vers, ni à commettre des fautes d'orthographe ou de syntaxe, et que le devoir de l'artiste est de chercher consciencieusement, sans lâcheté d'à peu près, la forme, le style, l'expression les plus capables de rendre et de faire valoir son sentiment, son idée, ou sa vision [...] À part ce dogme commun - s'il y a là vraiment un dogme - nous gardions jalousement sur tout le reste notre liberté personnelle. D'école parnassienne, dans le sens traditionnel du mot, il n'y en eut jamais.  »
Sept des poèmes qui entrent dans la composition des Poèmes saturniens sont publiés primitivement dans le Parnasse contemporain : Il bacio, Dans les bois, Cauchemar, Sub urbe, Marine, Mon rêve familier et L'Angoisse. Deux autres paraissent dans la Revue du XIXe siècle : Nuit du Walpurgis classique (sous le titre de : Walpurgis classique, en août 1866) et Grotesques (dans le numéro d'octobre-décembre 1866).

## Genèse et publication du recueil
On sait peu de choses de la genèse du premier recueil poétique de Verlaine. La matière en aurait pour l'essentiel été composée, selon leur auteur, à l'époque où ce dernier était au lycée, « en première et en terminale, peut-être même déjà en seconde » La critique moderne n'a pourtant pas accueilli sans une certaine circonspection cette affirmation : « On hésite, sauf pour quelques pièces peut-être comme Nocturne parisien, à croire que la quasi-totalité de ces poèmes étaient écrits dès les années de lycée », écrit ainsi Jacques Borel dans l'édition qu'il a donnée des Poèmes saturniens.
On suppose par ailleurs, mais le point est discuté, que les Poèmes saturniens reprendraient pour l'essentiel le projet d'un volume intitulé Poèmes et Sonnets, et que celui-ci aurait donc, à l'imitation de la Philomena de Catulle Mendès, comporté deux parties. Le titre définitif (et, probablement, l'organisation définitive de l'ouvrage) serait apparu en 1865, Verlaine ayant alors composé le poème liminaire en guise d'introduction.
Les Poèmes saturniens sont publiés en novembre 1866 chez Lemerre, en même temps Le Reliquaire de François Coppée. Publiée suivant la règle édictée par Alphonse Lemerre (et ainsi que le seront tous les volumes de Verlaine jusqu'à Jadis et Naguère) à compte d'auteur, l'édition en est financée par la cousine de Verlaine, Elisa Moncomble.

## Composition

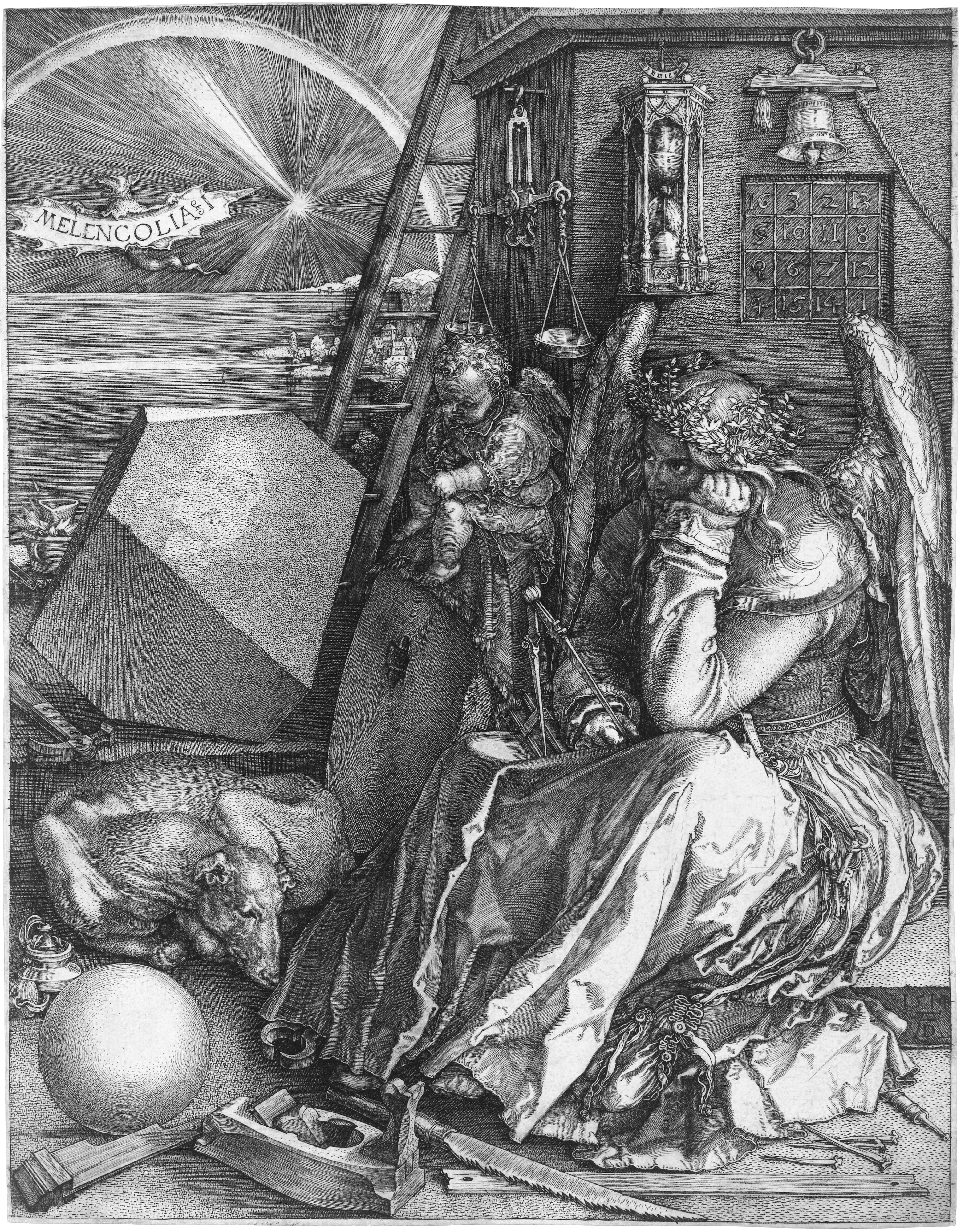
Melencolia I, gravure d'Albrecht Dürer

La logique du recueil obéit en partie à une « rhétorique du livre » qui porte la marque de l'époque de sa composition : ainsi la symétrie entre prologue et épilogue est directement inspirée de la Philoména de Catulle Mendès, tandis que la division en sections rapproche évidemment le recueil de Verlaine des Fleurs du Mal de Charles Baudelaire, où elles trouvent leurs sections correspondantes. On est ici en plein dans cette volonté d'élaboration de « l'architecture secrète » que Barbey d'Aurevilly percevait dans Les Fleurs du mal. Il comporte 37 poèmes différents dont 12 poèmes qui ne sont pas répartis dans un des 4 grands thèmes.
La dernière partie, pourtant, n'obéit pas à cette logique architecturale qui semblait devoir présider à l'ensemble du recueil : les douze poèmes qui la composent sont éclectiques et ne sont intégrés dans aucune section. Cette apparente dispersion est d'ailleurs préparée par la dernière des sections du recueil, dont le titre - Caprices - dit assez qu'elle n'obéit plus aux lois de la composition réfléchie, mais à celles de l'inspiration spontanée.
Il est possible que Verlaine ne soit pas parvenu à intégrer dans un ensemble cohérent la totalité des poèmes composant les Poèmes saturniens, dont la composition avait précédé le projet de leur mise en recueil. On a également pu supposer que les douze derniers poèmes avaient été ajoutés essentiellement afin d'augmenter le volume du livre. Verlaine aurait ainsi manifesté la même horreur que Baudelaire pour le format de la « plaquette. »

### «Les sages d'autrefois»
Le poème liminaire, Les Sages d'autrefois..., inscrit dès l'abord le recueil dans le sillage baudelairien, les Fleurs du mal ayant été qualifiés de « livre saturnien » par leur auteur dans son Épigraphe pour un livre condamné :
« Lecteur paisible et bucolique,
Sobre et naïf homme de bien,
Jette ce livre saturnien,
Orgiaque et mélancolique. »
Si Verlaine convoque Saturne, c'est en tant que planète tutélaire des mélancoliques, bien que le mot même de mélancolie n'apparaisse pas dans le poème (il donne toutefois son titre à la première section du recueil), non plus que le mot « spleen », trop évidemment associé à son emploi baudelairien. Ces Saturniens, parmi lesquels se range Verlaine, figurent une sorte de communauté (ce que marque également le « nous » qui apparaît vers la fin du poème), communauté imaginaire à laquelle se trouvent associés tous ceux qui subissent l'influence de la « fauve planète ».
La revendication de cette communauté restreinte, marginale, avec ceux qui « ont entre tous [...] / Bonne part de malheurs et bonne part de bile », réitère sur un autre mode l'empathie que réclamait Baudelaire de ses lecteurs : « Lis-moi, pour apprendre à m’aimer ; / Âme curieuse qui souffres », ordonnait le poète des Fleurs du Mal, vouant aux gémonies ceux dont la sympathie à son égard ne serait pas suffisante pour les amener à le plaindre. La communauté de « Saturniens » que construit Verlaine fonctionne finalement sur le même registre de sélection et d'exclusion des destinataires (sélection des Saturniens, exclusion des autres, de ceux que Baudelaire appelait les « sobre[s] et naïf[s] homme[s] de bien », et qu'il priait de jeter son livre), si ce n'est que celui-ci n'est plus lié, comme chez Baudelaire, à une situation particulière (le procès et la condamnation des Fleurs du Mal), mais qu'il fonctionne en « dramatis[ant] le conflit pour le projeter au rang de condition universelle du sujet ».  « Dans ce contexte, conclut Arnaud Bernadet, toute communication de l'intime sera nécessairement maladive, à l'image de ce poison "rare", la bile noire de la mélancolie qui brûle "comme une lave" ».

### Prologue
Le Prologue explore et récapitule les rapports entre le poète et la communauté des hommes, depuis un mythique âge d'or au cours duquel « Une connexité grandiosement alme / Liait le Kçhatrya serein au Chanteur calme », jusqu'aux temps présents, qui marquent le divorce du rêve et de l'action :
« - Aujourd'hui, l'Action et le Rêve ont brisé
Le pacte primitif par les siècles usé »
écrit Verlaine dans des vers à l'intertexte baudelairien transparent.

### Melancholia
I.  Résignation - II.Nevermore - III.  Après trois ans - IV. Vœu - V. Lassitude - VI. Mon rêve familier - VII. À une femme - VIII. L'Angoisse.
Cette section est dédiée à Ernest Boutier (cet ami qui avait introduit Verlaine chez Alphonse Lemerre.)
Le titre de cette section est peut-être inspiré de la gravure de Dürer du même nom, dont Verlaine possédait une eau-forte. Il peut s'agir également d'une référence à Victor Hugo, qui avait intitulé ainsi le second poème du livre III des Contemplations. Elle devait au départ contenir les poèmes Effet de nuit et Grotesques, finalement intégrés dans la section Eaux-fortes, choix vraisemblablement motivé par des considérations de cohérence formelle : en effet, avec l'éviction de ces deux poèmes, la section Mélancholia n'est plus constituée que de sonnets (sonnet inversé dans le cas de Résignation, où les tercets précèdent les quatrains.)

### Eaux-Fortes
I. Croquis parisien - II. Cauchemar - III. Marine - IV. Effet de nuit - V. Grotesques
Cette section est dédiée à François Coppée.
Le titre donné à cette section est inspiré par deux articles de Baudelaire : « L'eau forte est à la mode » et « Peintres et aqua-fortistes ». Le travail au moyen d'une aiguille en fait le type de gravure le plus apte à exprimer « le caractère personnel de l'artiste », ce qui conduisait le poète des Fleurs du Mal, à affirmer que l'eau-forte est « parmi les différentes expressions de l'art plastique, [celle] qui se rapproche le plus de l'expression littéraire. »
Verlaine à son tour, dans son étude de 1865 sur Baudelaire, qualifiait certains poèmes des Fleurs du Mal (les deux Crépuscules, Petites Vieilles, Sept vieillards) de « merveilleuses eaux-fortes » « à la Rembrandt. »

### Paysages tristes
I. Soleils couchants - II. Crépuscule du soir mystique - III. Promenade sentimentale - IV. Nuit du Walpurgis classique - V. Chanson d'automne - VI. L'Heure du berger - VII. Le Rossignol
Cette section est dédiée à Catulle Mendès.

### Caprices

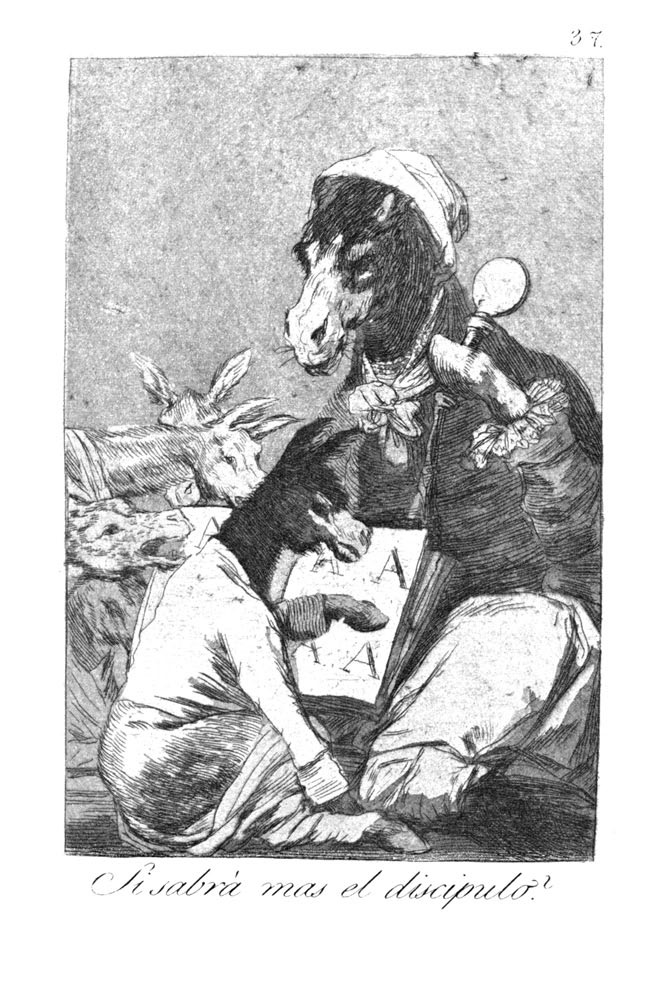
Une gravure de la série des Caprices, de Francisco Goya (1799)

I. Femme et chatte - II. Jésuitisme - III. La Chanson des ingénues - IV. Une grande dame - V. Monsieur Prudhomme
Cette section est dédiée au poète Henry Winter, qui avait collaboré au premier recueil du Parnasse contemporain.

### Autres poèmes
Initium - Çavitrî - Sub urbe - Sérénade - Un dahlia - Nevermore - Il bacio -  
Dans les bois - Nocturne parisien - Marco - César Borgia - La Mort de Philippe II

### Épilogue
Épilogue

## La question métrique
Verlaine fut un grand utilisateur du vers impair, assez courant encore au XVIe siècle mais peu ou pas utilisé par la suite. Il a spécialement utilisé des mètres impairs proches des pairs les plus courants en versification française : vers de 7, 9, 11 et 13 syllabes. En revanche, s'il lui arriva d'alterner des vers de longueur différente (7/9, 9/11 ou 11/13) il n'a pas écrit de poèmes à métrique irrégulière, à la différence, par exemple, de Jean de La Fontaine.
Verlaine fait l'éloge de ce fameux vers impair en 1884 dans Jadis et Naguère : 
De la musique avant toute chose

 Et pour cela préfère l'impair

 Plus vague et plus soluble dans l'air

 Sans rien en lui qui pèse ou qui pose.
Dans ce recueil, le deuxième publié, Verlaine use principalement des vers impairs de cinq et sept syllabes. Dans le premier cas il s'agit d'une forme similaire à celle de la versification ancienne qui fait alterner des vers longs avec des vers courts correspondant moitié moins long, sinon que cette pratique s'appliquait le plus souvent à une alternance alexandrin (dodécasyllabe) / hexasyllabe, Verlaine privilégiant dans ce recueil l'alternance décasyllabe / pentasyllabe.
Le travail sur la métrique s'axe aussi sur une rupture de la composition classique en hémistiches réguliers (pour l'alexandrin, césures 6/6 ou 4/4/4) que sur l'imparité, en déplaçant la césure (pour l'alexandrin toujours, césures 7/5 ou 7/5) ou en composant des vers sans césure sensible, notamment par son usage très fréquent de l'enjambement sur plusieurs vers, qui perturbe la perception d'une césure franche.

## Réception desPoèmes saturniens
Les Poèmes saturniens ont été tirés à 491 exemplaires. Le fait que ce tirage ne soit pas épuisé vingt ans plus tard indique que la publication de cette première œuvre de Verlaine n'a pas été perçue par ses contemporains, y compris au sein des milieux littéraires, comme un événement considérable.

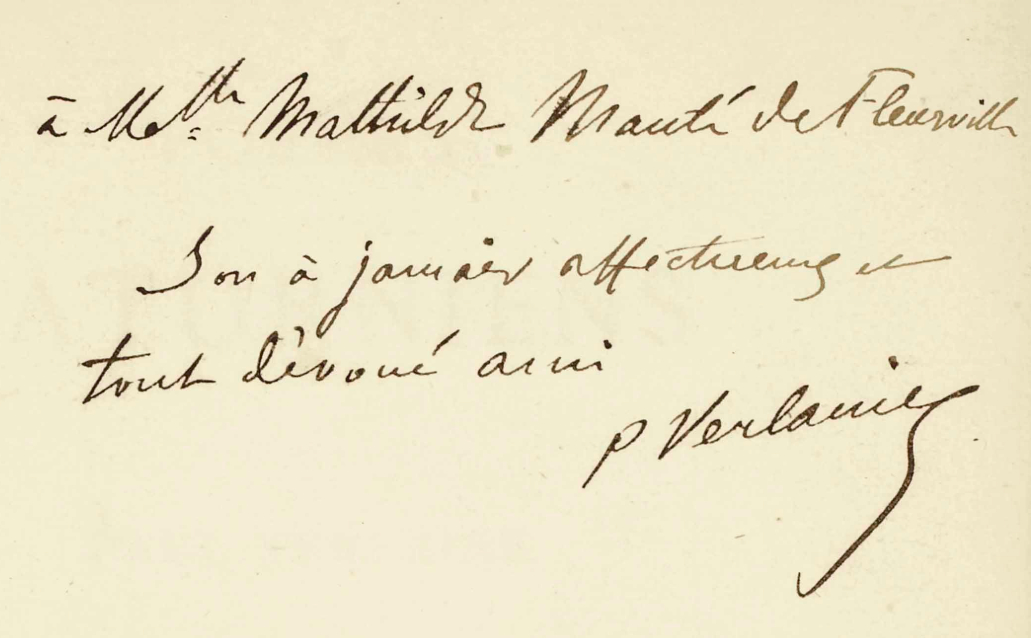
En 1869, Paul Verlaine dédicace un exemplaire des Poèmes saturniens à Mademoiselle Mauté de Fleurville, sa future épouse.

### Éditions desPoèmes saturniensutilisées
- Paul Verlaine, Poèmes saturniens, Paris, Le Livre de poche, 1996, présentés par Martine Bercot
- Paul Verlaine, Fêtes galantes, Romances sans paroles, précédés de Poèmes saturniens, Paris, Gallimard Poésie, 1973, annotateur : Jacques Borel
- Paul Verlaine, Œuvres poétiques complètes, Paris, Gallimard, Bibliothèque de la Pléiade, 1962 annotées par Y.-G. Le Dantec et Jacques Borel
- Paul Verlaine, Œuvres poétiques, Paris, Classiques Garnier, 1986, annotateur : Jacques Robichez.